# Красавская волость (Котельничский уезд)
Красавская волость — упразднённая административно-территориальная единица Котельничского уезда Вятской губернии Российской Империи и РСФСР. Упразднена в 1929 году. Ныне территория волости в Шабалинском районе Кировской области России.
Волостной центр — с. Богородское (на 1926 год), починок Красавский (в 1891 году).

## География
Волость находилась в пределах Волжско-Ветлужской равнины, в подзоне южной тайги.
Климат характеризуется как континентальный, с продолжительной холодной снежной зимой и умеренно тёплым коротким летом. Среднегодовая температура — 1,6 °C. Средняя температура воздуха самого холодного месяца (января) составляет −13,8 °C; самого тёплого месяца (июля) — 17,5 °C. Безморозный период длится 89 дней. Годовое количество атмосферных осадков — 721 мм, из которых 454 мм выпадает в тёплый период.

## Состав

### Населённые пункты
На 1900 год:
- Безводный
- Займище
- Красавский починок (Красава) — волостной центр
- Крутинский
- Липовский
- Стародубцевы